# 松下亞紀
松下亞紀（11月22日—）是日本的女性聲優，所屬Office薫。埼玉縣出身。

## 演出作品

### 電視動畫
1996年
- 灰姑娘物語（帕皮）

2007年
- 怪俠佐羅利（老奶奶）

### 外語配音
- 愛上新郎
- 美麗的日子
- All In 真愛賭注
- 王牌特派員
- 同屋姊妹
- 律師本色
- 倖存者（葛瑞珍）
- 新大白鲨
- 真相（鉉寓的嬸嬸）
- 慾望城市
- 茶母
- 冬季戀歌（秘書）
- 紅花俠
- 費城
- 郵差
- 親愛的，我把孩子縮小了（校長）
- MIB星際戰警
- 魔鬼雷普利
- 羅斯威爾

### 旁白
- 第一生命
- 日本租約

### 舞台
- 接待 【別角色實作、原田一樹導演】
- 狐狸窗與白樺桌 【安房直子作、原田一樹導演】
- 香芹・白花菜 【原田一樹導演】
- 黎明消失了 【喬羅斯：原田一樹演出】

## 外部連結
- （日語）Office薫公開簡歷 （页面存档备份，存于）